# Potton, Québec
Potton är en kommun av typen kanton (municipalité de canton) i provinsen Québec i Kanada. Den ligger i regionen Estrie, i den sydöstra delen av landet, 260 km öster om huvudstaden Ottawa. Antalet invånare var 2 012 vid folkräkningen 2021. Landarean är 261 kvadratkilometer.
Kommunen är officiellt tvåspråkig (franska och engelska), med 57 % fransktalande och 42 % engelsktalande (modersmålstalare) vid folkräkningen 2021.